# Kronprinsens pokal i fotboll
Kronprinsens pokal i fotboll är en skolturnering i fotboll i Sverige som arrangeras av Svenska Skolidrottsförbundet, och turneringens första upplaga spelades 1914. Tidigare deltog läroverk, men sedan 1970-talet deltar istället gymnasieskolor, då det inte längre finns några läroverk i Sverige. Turneringen fungerar som skol-SM för pojkar och deltagande skolor måste representeras av skolans idrottsförening.

## Slutsegrare
- 1975 - Pauliskolan, Malmö, med bland andra Ingemar Erlandsson i truppen
- 2008 - Rudbeckianska gymnasiets IF, Västerås